# Pitsidia
Pitsidia (griechisch Πιτσίδια (n. pl.)) ist ein Dorf im Süden der griechischen Insel Kreta, wenige Kilometer nordöstlich des bekannteren Touristenortes Matala. Es gehört als Teil des Gemeindebezirks Tymbaki zur Gemeinde Festos. Fast einen Kilometer vom nächsten Strand entfernt zählte Pitsidia in den 1970er-Jahren dennoch zu den ersten touristisch erschlossenen Orten an der Südküste. 

## Ortschaft Pitsidia
Pitsidia ist Verwaltungssitz der gleichnamigen Ortschaft.
- Pitsidia – 666 Einwohner
- Matala – 67 Einwohner
- Neo Kalamaki – 27 Einwohner

## Geschichte
Pitsidia ist das älteste Dorf der Gegend. Der Historiker Stergios Spanakis vermutete, dass hier der Stützpunkt des Heers des byzantinischen Feldherrn Nikephoros II. Phokas war. Der Name des Ortes soll sich von Pisidien, der Heimat der byzantinischen Soldaten herleiten. Nach Kastrofilaka hatte Pitsidia im Jahre 1583 89 Einwohner und bei der Volkszählung von 1834 wurden 30 christliche Familien im Ort verzeichnet.

## Tourismus
Obwohl sich schon seit den 70er Jahren ein verglichen mit Matala sanfterer Tourismus etabliert hat – zuerst getragen von „Aussteigern“, dann vermehrt durch Individualtouristen – hat sich die Ortsstruktur vergleichsweise wenig verändert. So gibt es immer noch kein großes Hotel, dafür aber eine Unzahl kleiner und kleinster Pensionen. Das kleine Dorf mit der Platia, dem Dorfplatz im Zentrum, umlagern eine Vielzahl von kleineren und größeren Ferienhäusern unterschiedlichster Ausstattung. Mittlerweile ist der Ort und seine Umgebung, beispielsweise das Nachbardorf Sivas, stark durch deutschsprachige (Teil-)Umsiedler geprägt, viele Häuser sind aufgekauft. Der früher auffallend hohe Anteil an deutschen Lehrern hat sich inzwischen auf einen nicht mehr nennenswerten reduziert, auch wenn manche Kreta-Reiseführer dies noch als Besonderheit vermerken.
Pitsidia liegt wegen eines großen archäologischen Schutzgebietes ungefähr 800 m vom Meer entfernt. Touristisch von Bedeutung ist daher der langgezogene Sandstrand Komos, der sich bis Kalamaki am Südwestende der Messara-Ebene erstreckt.

## Sehenswertes
Im Ort gibt es mehrere Kirchen: des Agios Georgios, der Agia Paraskevi, des Agios Ioannis, des Agios Stefanos und am Strand von Komos des Agios Panteleimon. Außerdem gibt es am alten Brunnen noch eine kleine Kirche, die dem Wasser geweiht ist.
Am Komos-Strand gibt es die minoischen Ausgrabungen der Hafenstadt Kommos, die jedoch eingezäunt sind. In den Olivenhainen zwischen Pitsidia und Kamilari wurden die Ruinen des Tempels von Loggos und eines Gutshofes freigelegt.

## Strände und Wandermöglichkeiten

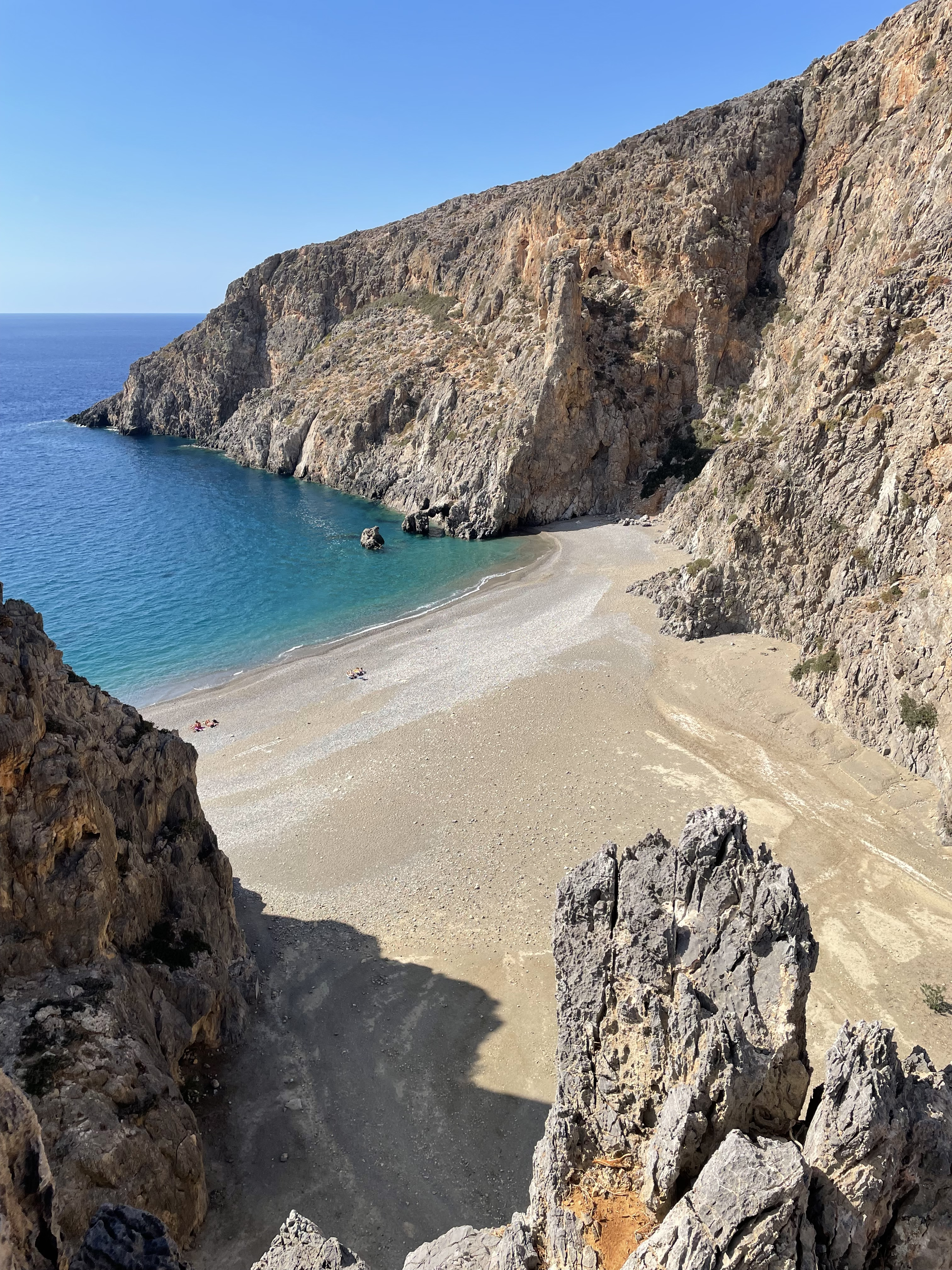
Wanderziel Agiofarango (Schlucht)

Für Strandwanderer liegt der vier Kilometer lange unbebaute Strand von Komos fast vor der Haustür, man kann an diesem nordwärts bis zum Militärflugplatz Tymbaki wandern. Nur zu Fuß erreichbar ist Red Beach südlich des Nachbarortes Matala. Matala selbst verfügt ebenfalls über einen guten, doch in der Hauptsaison oft überlaufenen Sandstrand. 
Knapp zwei Kilometer östlich von Pitsidia zweigt eine Straße nach Kali Limenes ab, von der auf einer unbefestigten Stichstraße der Eingang der Schlucht von Agiofarango erreicht wird. An der Schluchtmündung ins Libysche Meer liegt ein beliebter FKK-Strand.
Im Hinterland von Pitsidia erreicht man relativ schnell oberhalb des Bergdorfes Zaros die Rouvas-Schlucht und den Ausgangspunkt für den Aufstieg zur Kamares-Höhle an der Südabdachung des Psiloritis.